# James Franklin Childress
James Franklin Childress (* 4. Oktober 1940) ist ein Theologe, Philosoph und (Medizin-)Ethiker an der University of Virginia. Hier ist er Direktor des Institute for Practical Ethics and Public Life und hat Professuren für Ethik, Religionswissenschaft, Public Policy und Research in Medical Education inne.
James Childress erwarb am Guildford College einen Bachelor, an der Yale Divinity School einen Bachelor of Divinity und an der Yale University sowohl einen Master als auch einen Ph.D. Von 1975 bis 1979 war er Professor für Ethik an der Georgetown University.
Childress gilt – gemeinsam mit Tom Beauchamp – als Begründer des „Vier-Prinzipien-Modells“ der Medizinethik. Ihr gemeinsames Standardwerk Principles of Biomedical Ethics erschien 2012 in siebter Auflage und erlebte zahlreiche Übersetzungen.
1984 erhielt Childress ein Guggenheim-Stipendium. 1987 wurde er als Fellow in die American Association for the Advancement of Science gewählt, 1988 als Mitglied in die American Academy of Arts and Sciences. Außerdem ist er Mitglied der Institute of Medicine (jetzt National Academy of Medicine).